# Ниах
Пещеры Ниах (малайск. Gua Niah) — национальный парк в штате Саравак (Малайзия). Основан в 1974 году. Площадь 3,1 тыс. га. Находится на острове Борнео (Калимантан).

## Описание
Пещеры Ниах представляют собой невысокие холмы, покрытые тропическими дождевыми лесами. Высшая точка — Гунунг Субис (394 м). Пещеры и гроты карстового происхождения. Крупнейшая пещера Ниах (Ниа) со следами человека разумного каменного века возрастом 37—42 тыс. лет, в том числе наскальной живописью (объявлена историческим памятником в 1958). Пигмеоид из пещеры Ниа был ростом около 1,37 метра, а особенности строения черепа говорят о его близости к негритосскому типу. Изучение «глубокого черепа» показало, что он принадлежит не подростку мужского пола, как считалось ранее, а женщине среднего возраста. По своему строению он ближе к современным жителям Борнео и северных регионов Юго-Восточной Азии, чем к аборигенам Австралии.
Скелеты из пре-неолитических слоёв пещеры Ниа (древнее 5 тыс. л. н) похожи на меланезийцев, скелеты из неолитических слоёв пещеры Ниа (2,5 тыс. л. н.) более монголоидны и могут быть предками даяков.
Разнообразна фауна: длиннохвостые макаки, птицы-носороги, белки, летучие драконы, бабочки, ласточки, съедобные гнезда которых известный деликатес.

Наскальная живопись в пещере Ниах (Саравак, Малайзия)

## География
Пещеры Ниах расположены у подножья горы Субис. Вход в них — в западном ущелье пещеры. В 15 км от Южно-Китайского моря и на высоте 50 м над уровнем моря расположен отель. Западное устье пещеры Ниах имеет ширину 150 м и высоту 75 м.

## Исследования и культурная ценность
Значительный вклад в изучение пещеры и проведение там раскопок внесла видный малайзийский археолог Зурайна Маджид.

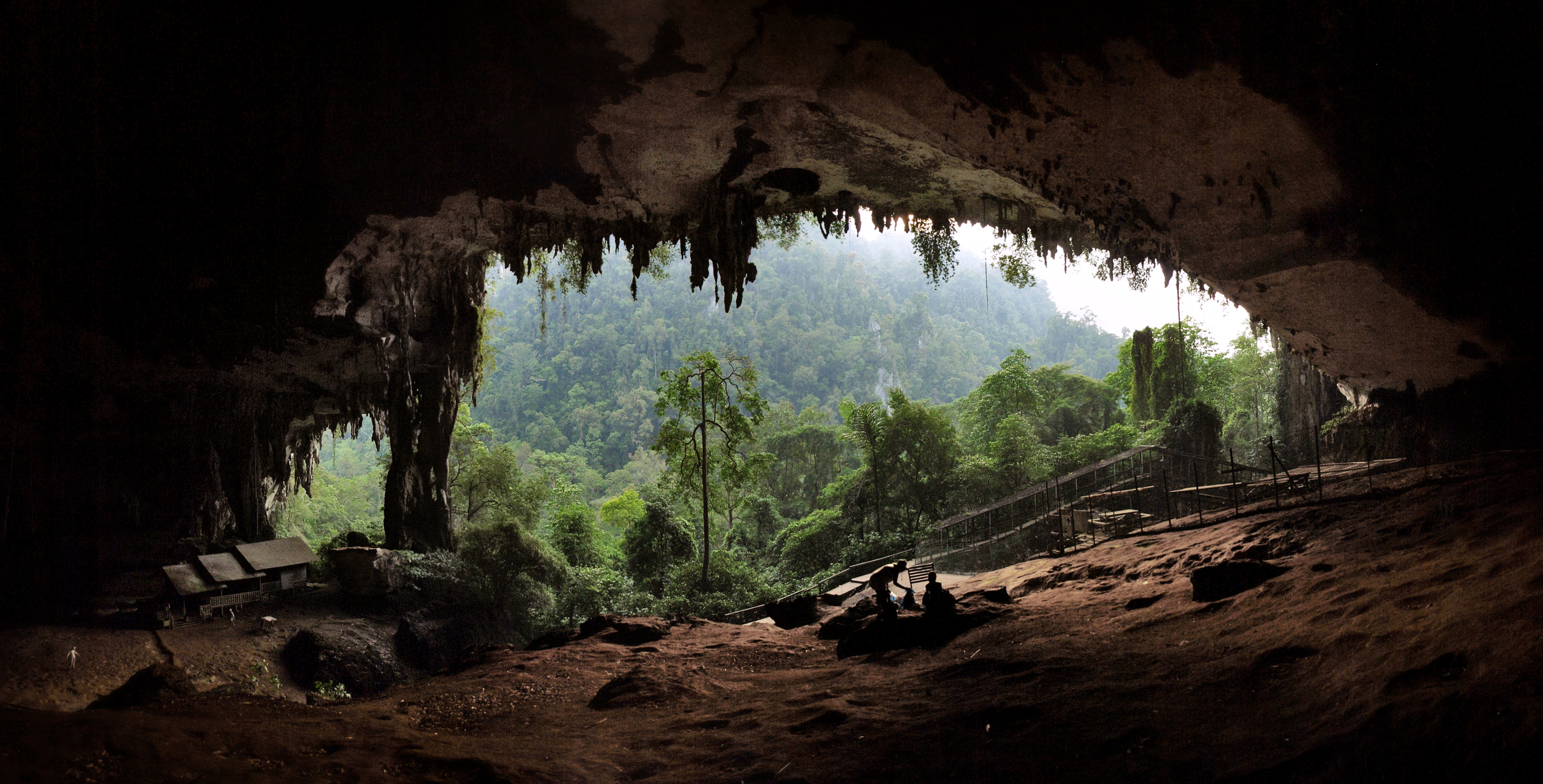
Главный вход в пещеры Ниах на закате солнца.

В 2010 году малайзийское правительство направило заявку о включении национального парка Ниах в Список объектов Всемирного наследия ЮНЕСКО. Он был включен в данный список в  2024 году.

## Галерея

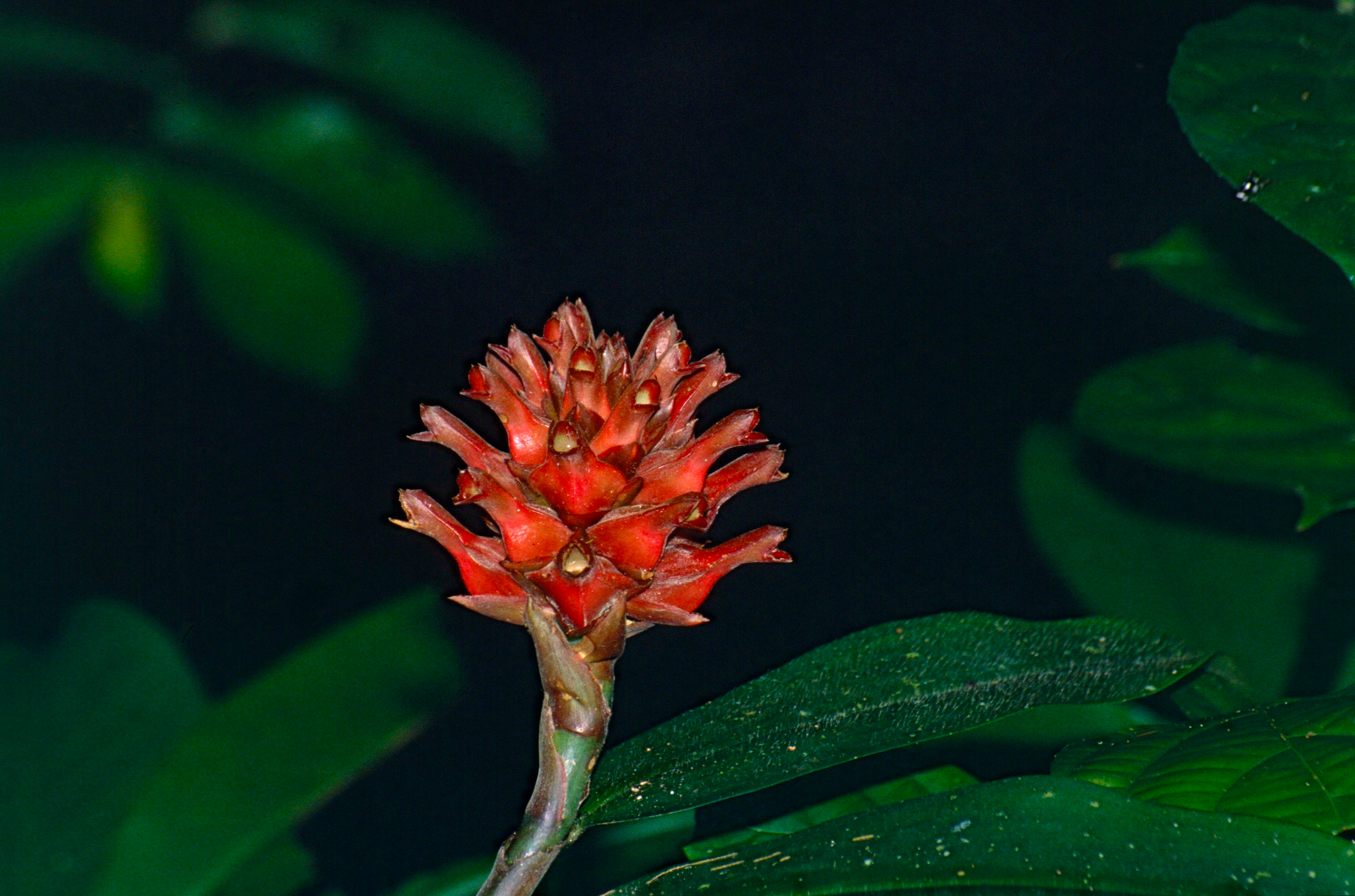
Флора пещер Ниах, Саравак, Малайзия
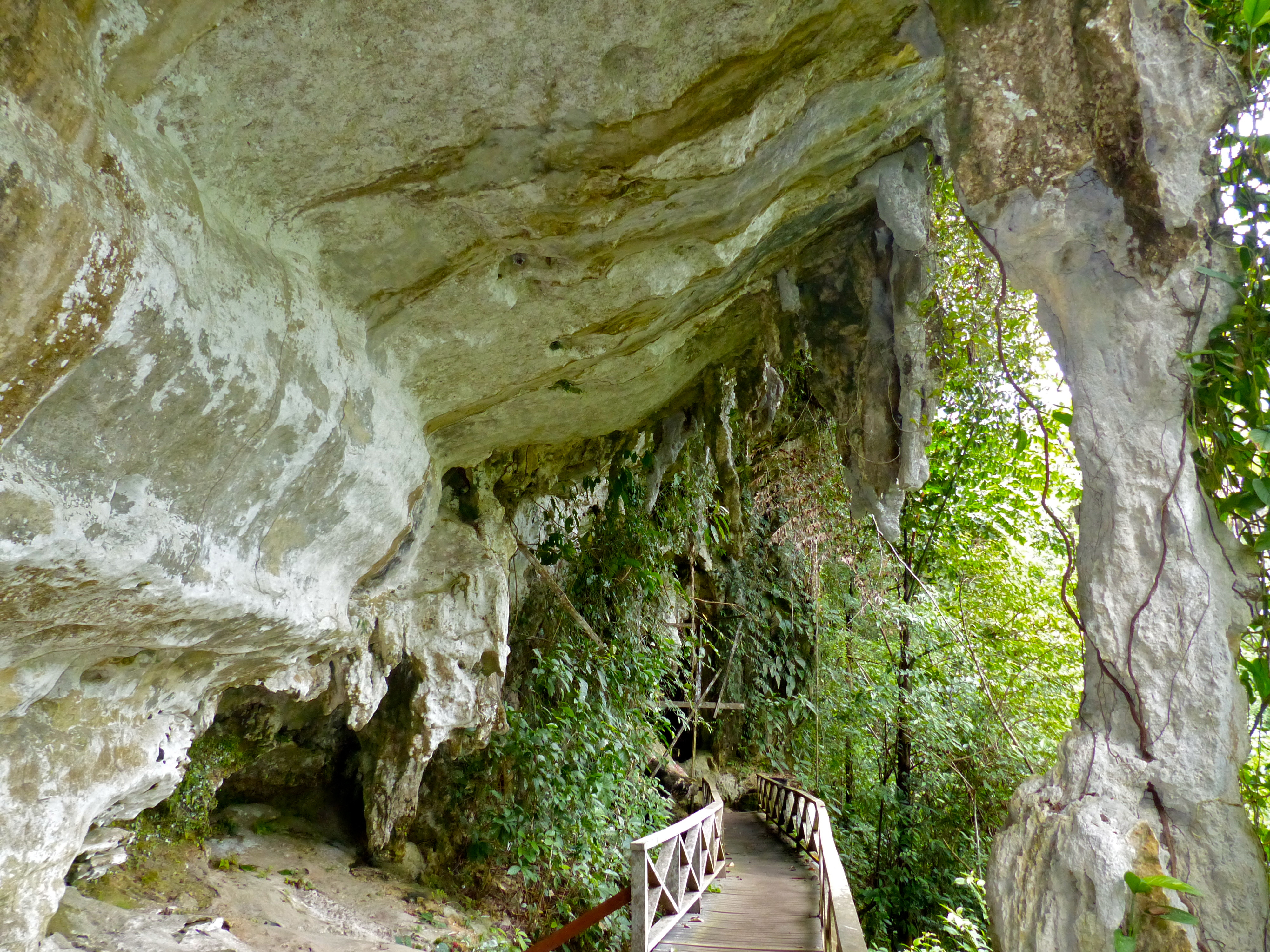
Деревянный мост в пещерах Ниах, Саравак, Малайзия
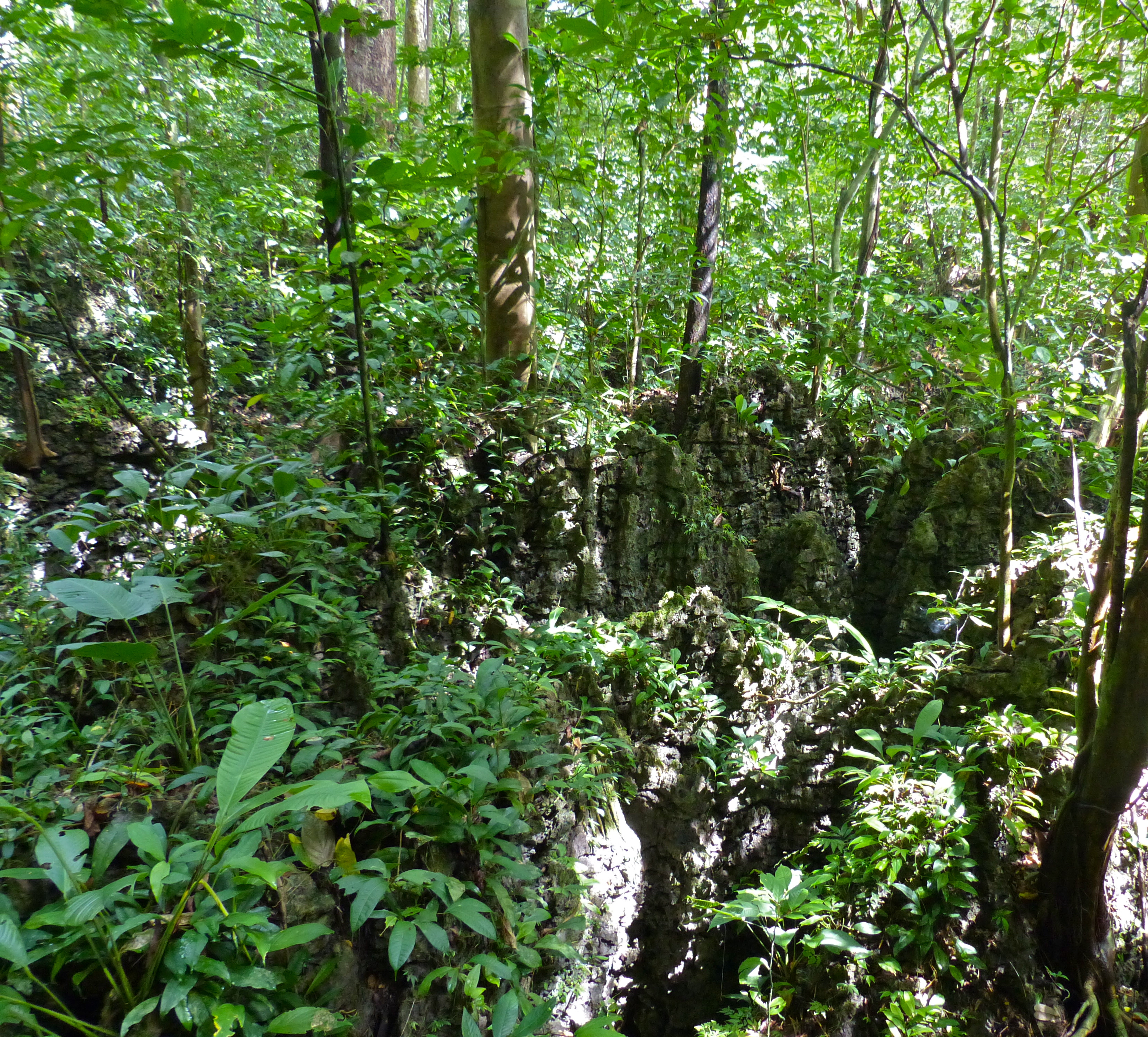
Флора над пещерами Ниах, Саравак, Малайзия
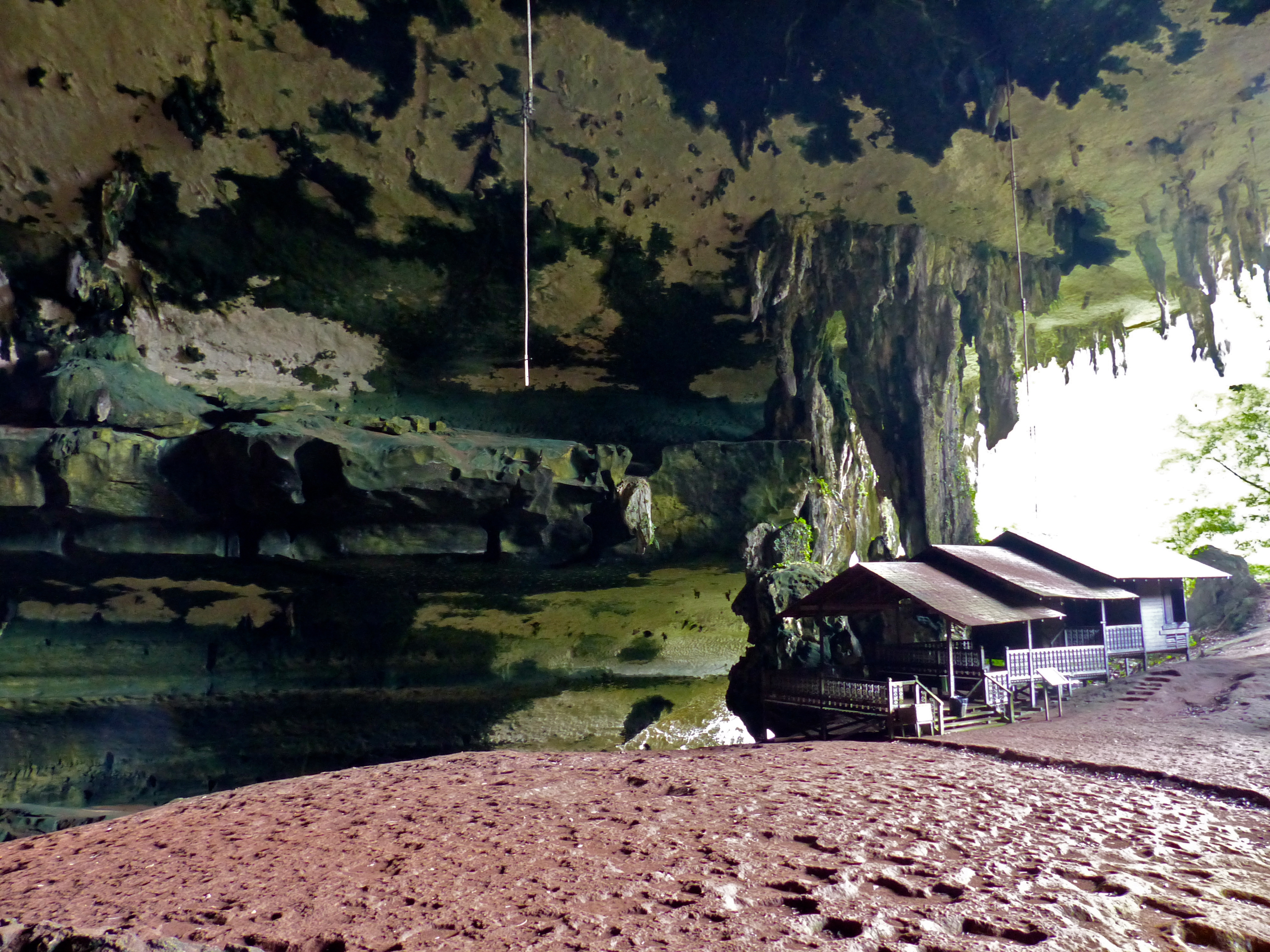
Грот пещеры Ниах, Саравак, Малайзия